# Ichneumon longicellus
Ichneumon longicellus är en stekelart som beskrevs av Tohru Uchida 1926. Ichneumon longicellus ingår i släktet Ichneumon och familjen brokparasitsteklar. Inga underarter finns listade i Catalogue of Life.